# Tokyo Mew Mew - Amiche vincenti
Tokyo Mew Mew - Amiche vincenti (東京ミュウミュウ?, Tōkyō Myū Myū) è un manga shōjo scritto da Reiko Yoshida e disegnato da Mia Ikumi, pubblicato in Giappone sulla rivista Nakayoshi di Kōdansha dal 3 agosto 2000 al 28 dicembre 2002.
Dal manga è stata tratta una serie anime di 52 episodi, andata in onda in Giappone su TV Aichi dall'aprile 2002 al marzo 2003.
Tra il 3 marzo e il 27 dicembre 2003 è stato pubblicato un seguito del manga, intitolato Tokyo Mew Mew - À la Mode (東京ミュウミュウ あ・ら・もーど?, Tōkyō Myū Myū A-ra-mōdo).
Da gennaio 2020 a settembre 2022 è stato pubblicato lo spin-off Tokyo Mew Mew - Olé! (東京ミュウミュウ オーレ！?, Tōkyō Myū Myū Ōre!), ad opera di Madoka Seizuki, basato sul manga di Yoshida e Ikumi, che vede per protagonista un team di soli uomini.
Tra febbraio e marzo 2020, invece, sono stati pubblicati due nuovi capitoli del manga originale, col titolo Tokyo Mew Mew - 2020: Re-Turn♡ (東京ミュウミュウ ２０２０ り・たーん♡?, Tōkyō Myū Myū 2020 Ri-Tān♡).
Nell'aprile 2020, dopo un conto alla rovescia di quaranta giorni, è stata annunciata una serie anime reboot dal titolo Tokyo Mew Mew - New (東京ミュウミュウ にゅ～♡?, Tōkyō Myū Myū Nyu~♡) che è stata trasmessa dal 6 luglio 2022 al 21 giugno 2023.

## Trama

### Prima serie (Tokyo Mew Mew - Amiche vincenti)
Protagonista della storia è Strawberry (Ichigo) Momomiya, una ragazza di 13 anni. Durante il suo primo appuntamento con Mark (Masaya) Aoyama a una mostra sugli animali in via d'estinzione, viene colpita da un misterioso raggio che trasferisce nel suo patrimonio genetico il DNA di una specie animale molto rara, il gatto selvatico di Iriomote. Da quel momento Strawberry è in grado di trasformarsi in Mew Berry (Mew Ichigo). I responsabili dell'accaduto sono due ragazzi, Ryan (Ryo) Shirogane e Kyle (Keiichiro) Akasaka, i quali la invitano a lavorare nel loro locale, il Caffè Mew Mew, usato come copertura per il loro importantissimo progetto segreto: il Progetto Mew.
I ragazzi le spiegano che degli extraterrestri stanno minacciando la Terra e che solo la formazione di una squadra di supereroine, le Mew Mew, potrà contrastarli ed evitare la distruzione della razza umana. Ogni componente del gruppo è stata selezionata perché idonea a ricevere il DNA di alcune specie di animali in via d'estinzione, proprio come accaduto a Strawberry, e da questo DNA può trarre i poteri e la forza necessari ad affrontare e combattere i nemici. Il gruppo è formato da cinque elementi e Strawberry avrà il compito di trovare e radunare le quattro ragazze mancanti: la benestante Mina (Mint) Aizawa, la timida Lory (Lettuce) Midorikawa, l'esuberante acrobata Paddy (Pudding) Wong e la famosa modella Pam (Zakuro) Fujiwara.
In città sono comparse delle creature mostruose e distruttive, chiamate Chimeri (Chimera Anima), frutto della fusione tra la forza vitale di un animale o di un umano e un alieno-parassita simile a una medusa. La loro apparizione è opera dell'alieno Quiche, il quale a sua volta assiste ed esegue gli ordini del potente e malvagio Profondo Blu (Deep Blue), una misteriosa entità che considera gli umani esseri inferiori di ostacolo ai suoi oscuri piani.
Le Mew Mew intervengono di volta in volta per sventare le offensive di Quiche che, nonostante si rammarichi di non poter soddisfare le aspettative del suo leader, allo stesso tempo sembra sempre più attratto dall'abilità delle sue nemiche e in particolar modo da Strawberry/Mew Berry, della quale finisce per innamorarsi.
La lotta continua tra le Mew Mew e gli alieni, fino a che si aggiungono nuovi nemici: Pie e Tart, due alieni amici di Quiche. Fa anche la sua apparizione il Cavaliere Blu, un personaggio enigmatico, che accorre ogni volta a proteggere Strawberry nei momenti di pericolo, sostenendo che questo è il suo compito. Nel frattempo si fa sentire sempre di più la presenza e l'esistenza della cosiddetta Aqua Mew, un potente cristallo che tutti desiderano ma la cui ubicazione è sconosciuta. Esso potrebbe cambiare le sorti della battaglia, permettendo alle Mew Mew di salvare il pianeta, oppure agli alieni di dare via al tanto agognato risveglio di Profondo Blu, il cui potere sarebbe definitivamente in grado di spazzare via la razza umana, permettendo agli alieni di tornare sulla Terra.

### Seconda serie (Tokyo Mew Mew - À la mode)
Strawberry è a Londra con Mark e il suo ruolo di leader del gruppo viene assunto, fino al suo ritorno, da una nuova paladina della giustizia, Berry Shirayuki, che si trasforma in Love Berry (Mew Berry), avente il DNA del gatto selvatico delle Ande e del coniglio nero di Amami. Insieme a lei fanno la loro comparsa anche dei nuovi nemici: i Saint Rose Crusaders, dotati di un potere speciale, che vogliono eliminare tutte le uniformi scolastiche del mondo. Ma non sono solo nuovi nemici a comparire. Arriva anche Tasuku Meguro, amico d'infanzia di Berry e suo vicino di casa.

## Personaggi

Le Mew Mew. Da sinistra: Mew Paddy, Mew Pam, Mew Berry, Mew Lory e Mew Mina

Strawberry Momomiya (桃宮 いちご?, Momomiya Ichigo, Ichigo Momomiya) / Mew Berry (ミュウイチゴ?, Myū Ichigo, Mew Ichigo)
Doppiata da: Saki Nakajima (1º anime) / Yūki Tenma (2º anime) (ed. giapponese), Debora Magnaghi (1° anime), Giulia Maniglio (2° anime) (ed. italiana)
Protagonista della serie, una ragazza gentile e volenterosa, ma anche imbranata, curiosa e lunatica, che a volte sogna a occhi aperti. È innamorata di Mark. Si trasforma in Mew Berry, di colore rosa, il cui DNA si è fuso con quello del gatto selvatico di Iriomote. È il primo membro effettivo del Progetto Mew, nonché leader del gruppo.
Mina Aizawa (藍沢 みんと?, Aizawa Minto, Mint Aizawa) / Mew Mina (ミュウミント?, Myū Minto, Mew Mint)
Doppiata da: Yumi Kakazu (1º anime) / Mirai Hinata (2º anime) (ed. giapponese), Emanuela Pacotto (1° anime), Giulia Bersani (2° anime) (ed. italiana)
Ragazza elegante e raffinata, cresciuta in una famiglia agiata, apparentemente cinica, in realtà sensibile e dotata di una grande forza ed integrità interiore. Si trasforma in Mew Mina, di colore blu, il cui DNA si è fuso con quello del lorichetto blu.
Lory Midorikawa (碧川 れたす?, Midorikawa Retasu, Lettuce Midorikawa) / Mew Lory (ミュウレタス?, Myū Retasu, Mew Lettuce)
Doppiata da: Kumi Sakuma (1º anime) / Ryōko Jūni (2º anime) (ed. giapponese), Elisabetta Spinelli (1° anime), Valentina Pallavicino (2° anime) (ed. italiana)
Ragazza studiosa e insicura, fin troppo buona e gentile, inizialmente ha poca fiducia in se stessa, ma pian piano riesce a migliorare. Si trasforma in Mew Lory, di colore verde, il cui DNA si è fuso con quello della neofocena.
Paddy Wong (黄 歩鈴?, Fon Purin, Pudding Wong) / Mew Paddy (ミュウプリン?, Myū Purin, Mew Pudding)
Doppiata da: Hisayo Mochizuki (1º anime) / Rian Toda (2º anime) (ed. giapponese), Tosawi Piovani (1° anime), Laura Valastro (2° anime) (ed. italiana)
Ragazzina di origini cinesi, molto vivace e iperattiva, che sprizza energia da tutti i pori da non riuscire a stare mai ferma. È un'ottima acrobata e conosce diversi trucchi di magia ed è il membro più giovane del gruppo. Si trasforma in Mew Paddy, di colore giallo, il cui DNA si è fuso con quello della scimmia leonina.
Pam Fujiwara (藤原 ざくろ?, Fujiwara Zakuro, Zakuro Fujiwara) / Mew Pam (ミュウザクロ?, Myū Zakuro, Mew Zakuro)
Doppiata da: Junko Noda (1º anime) / Momoka Ishii (2º anime) (ed. giapponese), Patrizia Scianca (1° anime), Chiara Leoncini (2° anime) (ed. italiana)
Ragazza solitaria, fredda e distaccata, nonostante la giovane età ha già raggiunto una certa notorietà come modella, ballerina e attrice, lavoro nel quale pare indossare costantemente una maschera mostrandosi invece sempre gentile e sorridente. Indipendente, è l'ultimo membro ad unirsi alla squadra. Si trasforma in Mew Pam, di colore viola, il cui DNA si è fuso con quello del lupo grigio.
Apple Akai (赤井 りんご?, Akai Ringo, Ringo Akai) / Mew Apple (ミュウリンゴ?, Myū Ringo, Mew Ringo)
Doppiata da: Taeko Kawata (ed. giapponese videogioco)
Ragazzina dolce e timida, compare nel secondo videogioco per PS e nelle storie brevi Le Mini Mew Mew. Si trasforma in Mew Apple, di colore rosso, non ha il DNA fuso con quello di un animale, ma rappresenta il pinguino imperatore.
Berry Shirayuki (白雪 ベリー?, Shirayuki Berī) / Love Berry (ミュウベリー?, Myū Berī, Mew Berry)
Protagonista del sequel Tokyo Mew Mew - À la mode, nel gruppo sostituisce temporaneamente Strawberry che sta studiando all'estero. Ha origini francesi. È l'unica ad avere il DNA fuso con due animali, il che la rende molto forte. Durante la serie, si accorge di essere innamorata del suo amico d'infanzia Tasuku. Si trasforma in Love Berry, di colore bianco, il cui DNA è fuso con quello del gatto selvatico delle Ande e del coniglio nero di Amami.
Ryan Shirogane (白金 稜?, Shirogane Ryō, Ryo Shirogane)
Doppiato da: Kōichi Tōchika (1º anime) / Yūichi Nakamura (2º anime) (ed. giapponese), Davide Garbolino (1° anime), Andrea Oldani (2° anime) (ed. italiana)
Ragazzo intelligente ma scontroso, insieme a Kyle ha ideato il cosiddetto "Progetto Mew". I suoi genitori scienziati sono morti per mano degli alieni e da allora lotta per il bene del pianeta Terra. Pochi mesi prima dell'incontro con i futuri membri della squadra Mew Mew, sperimentò su di sé il processo di manipolazione genetica sul quale lui e Kyle avevano quasi completato gli studi; tuttavia, non possedendo un DNA adatto, acquisì soltanto l'abilità di trasformarsi in un gatto, Art. È il creatore di R2000, un robottino che Strawberry chiama Mash; successivamente crea R2003 per Love Berry, che chiama Ucha. È innamorato di Strawberry ma, sapendo che lei prova dei forti sentimenti per Mark, non si dichiarerà mai.
Kyle Akasaka (赤坂 圭一郎?, Akasaka Keiichirō, Keiichiro Akasaka)
Doppiato da: Hikaru Midorikawa (1º anime) / Yusuke Shirai (2º anime) (ed. giapponese), Lorenzo Scattorin (1° anime), Massimo Di Benedetto (2° anime) (ed. italiana)
Ragazzo gentile e affascinante, aiuta Ryan a realizzare il Progetto Mew per la salvaguardia della Terra dalla minaccia aliena. Più estroverso e sensibile di Ryan, gestisce il Caffè Mew Mew insieme a lui come copertura per controllare invece, dalla sala computer del locale, le condizioni atmosferiche per eventuali attacchi degli alieni.
Mark Aoyama (青山 雅也?, Aoyama Masaya, Masaya Aoyama)
Doppiato da: Megumi Ogata (1º anime) / Yūma Uchida (2º anime) (ed. giapponese), Patrizio Prata (1° anime), Alessandro Pili (2° anime) (ed. italiana)
Ragazzo molto dolce, responsabile e con un grande rispetto verso il pianeta e gli animali in via d'estinzione. Pratica kendō ed è molto popolare tra le ragazze. Strawberry è innamorata di lui, ma anche lui lo è di lei e, dopo avere avuto la certezza che la ragazza è Mew Berry, si dichiara finendo per fidanzarcisi. In realtà è il misterioso Cavaliere Blu, guerriero che accorre sempre in aiuto di Mew Berry: verso la fine della serie, viene rivelato che Mark è il primo stadio di maturazione di Profondo Blu, capo degli alieni, mentre il Cavaliere Blu rappresenta la fase successiva.

## Manga
Il manga è ispirato a un precedente lavoro di Mia Ikumi, La gattina nera di Tokyo ed è stato serializzato sulla rivista Nakayoshi di Kōdansha dal 3 agosto 2000 al 28 dicembre 2002. Successivamente è stato raccolto in 7 tankōbon dal 6 febbraio 2001 al 4 aprile 2003. Il sequel, scritto solamente da Mia Ikumi, è composto da 2 volumi, usciti a novembre 2003 e aprile 2004. Al termine dei tankōbon, oltre ad alcune delle opere brevi realizzate precedentemente da Ikumi, sono presenti le storie bonus de Le Mini Mew Mew (ぷちみゅうみゅう?, Puchi Myū Myū), ambientate in un asilo, in cui le protagoniste della serie sono delle bambine di 5-6 anni.
In Italia è stato pubblicato da Play Press da aprile ad agosto 2004 con titolo originale e sottotitolo "Amiche vincenti". In occasione della ristampa, il titolo assegnato è lo stesso dell'anime, mentre Tokyo Mew Mew - À la Mode è stato intitolato semplicemente Mew Mew - À la mode.
È arrivato anche negli Stati Uniti da Tokyopop in lingua inglese e da Public Square Books in lingua spagnola, in Germania, in Danimarca e in Svezia da Carlsen Verlag, in Francia da Pika Édition, in Spagna da Norma Editorial, in Polonia da Japonica Polonica Fantastica, in Finlandia da Sangatsu Manga, a Singapore da Chuang Yi in lingua inglese, in Corea del Sud da Seoul Munhwa-sa con il titolo OK Mew Mew (ＯＫ 뮤뮤?, OK Myu MyuLR), e in Cina da Ever Glory Publishing. Nel settembre 2011, Kodansha Comics USA ha pubblicato una versione della serie con una nuova traduzione e adattamento.
Cinque tavole inedite, intitolate Onnanoko ni gohōshi (女のコにご奉仕? lett. "Al servizio delle ragazze"), sono state realizzate da Mia Ikumi per il numero di primavera del 2003 della rivista K-Dash.

### Volumi
| Tokyo Mew Mew - Amiche vincenti (7 volumi) |                                     |                        |                   |
| 1                                          | 6 febbraio 2001                     | ISBN 978-4-06-178955-5 | 7 aprile 2004     |
| 1                                          | Capitoli - Capitoli 1-4             |                        |                   |
| 2                                          | 6 luglio 2001                       | ISBN 978-4-06-178965-4 | 22 aprile 2004    |
| 2                                          | Capitoli - Capitoli 5-9             |                        |                   |
| 3                                          | 5 gennaio 2002                      | ISBN 978-4-06-178981-4 | 7 maggio 2004     |
| 3                                          | Capitoli - Capitoli 10-13 + 2 bonus |                        |                   |
| 4                                          | 5 aprile 2002                       | ISBN 978-4-06-178987-6 | 11 maggio 2004    |
| 4                                          | Capitoli - Capitoli 14-16 + extra   |                        |                   |
| 5                                          | 5 agosto 2002                       | ISBN 978-4-06-178995-1 | 9 giugno 2004     |
| 5                                          | Capitoli - Capitoli 17-20 + 2 extra |                        |                   |
| 6                                          | 6 dicembre 2002                     | ISBN 978-4-06-364006-9 | 27 luglio 2004    |
| 6                                          | Capitoli - Capitoli 21-24 + extra   |                        |                   |
| 7                                          | 4 aprile 2003                       | ISBN 978-4-06-364017-5 | 10 agosto 2004    |
| 7                                          | Capitoli - Capitoli 25-27 + extra   |                        |                   |
| Tokyo Mew Mew - À la mode (2 volumi)       |                                     |                        |                   |
| 1                                          | 6 novembre 2003                     | ISBN 978-4-06-364034-2 | 13 settembre 2005 |
| 1                                          | Capitoli - Capitoli 1-6 + 2 extra   |                        |                   |
| 2                                          | 6 aprile 2004                       | ISBN 978-4-06-364046-5 | 7 novembre 2005   |
| 2                                          | Capitoli - Capitoli 7-10 + 2 extra  |                        |                   |

## Anime

### Serie 2002

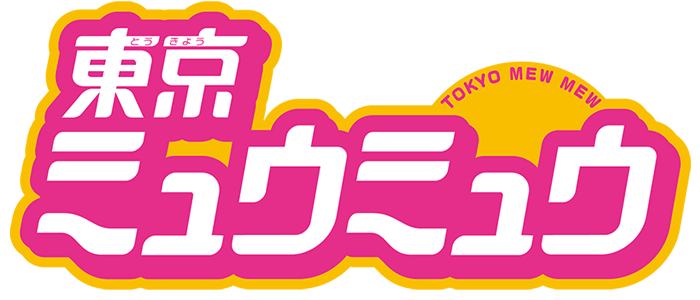
Logo originale della serie.

L'anime, prodotto da Pierrot, è formato da 52 episodi, andati in onda su TV Aichi e TV Tokyo dal 6 aprile 2002 e al 29 marzo 2003. È stato successivamente raccolto in 10 DVD, mentre i Blu-ray contenenti tutti i gli episodi rimasterizzati sono usciti più tardi, il 24 aprile 2020.
La serie è arrivata in Italia acquistata da Mediaset, che l'ha trasmessa su Italia 1 tra la primavera e l'estate del 2004, nei pomeriggi infrasettimanali a giorni alterni, e replicata sulle sue reti nel corso degli anni. In seguito è stata pubblicata dalla Mondo TV in 15 DVD con tre episodi cadauno, pubblicando però soltanto 45 dei 52 episodi totali.

#### Colonna sonora
Sono stati pubblicati vari CD della serie dalla King Records. Il primo contiene la versione karaoke della sigla di chiusura, cantata dalle doppiatrici delle protagoniste, e un brano cantato da Saki Nakajima, voce di Ichigo.
Il 24 luglio 2002 è uscito un box in edizione limitata, con cinque dischi, contenenti una character song per ogni Mew Mew e una versione "remix" di Koi wa à la mode; le canzoni sono state poi ripubblicate singolarmente il 4 settembre 2002. Una seconda collection remix è stata pubblicata il 25 dicembre seguente. Un secondo album contenente cinque tracce cantate dalla doppiatrice di Ichigo è uscito il 26 febbraio 2003.
Le colonne sonore, Tokyo Mew Mew Original Soundtrack, sono state pubblicate il 25 settembre 2002 da NEC. Il CD, oltre i ventisette brani di sottofondo, include anche la sigla di testa e di coda; altri ventinove brani vengono pubblicati il 22 gennaio del nuovo anno. Il 26 marzo 2003 sono usciti i 'best-of' dal titolo Tokyo Mew Mew Super Best Hit – Cafe Mew Mew side il primo, e Tokyo Mew Mew Super Best Hit – Tokyo Mew Mew side il secondo.
Sigla di apertura
- my sweet heart, di Rika Komatsu

Sigla di chiusura
- Koi wa à la mode (恋はア・ラ・モード?), di Tokyo Mew Mew (Saki Nakajima [Ichigo], Yumi Kakazu [Mint], Kumi Sakuma [Lettuce], Hisayo Mochizuki [Pudding], Junko Noda [Zakuro])

Sigla di apertura e di chiusura italiana
La sigla italiana Mew Mew amiche vincenti, scritta da Alessandra Valeri Manera e composta da Cristiano Macrì e interpretata da Cristina D'Avena, presenta un arrangiamento completamente diverso dalle originali e viene usata sia in apertura che in chiusura. Il brano è stato poi incluso nell'album della cantante Cristina D'Avena e i tuoi amici in TV 2004.

### Serie 2022

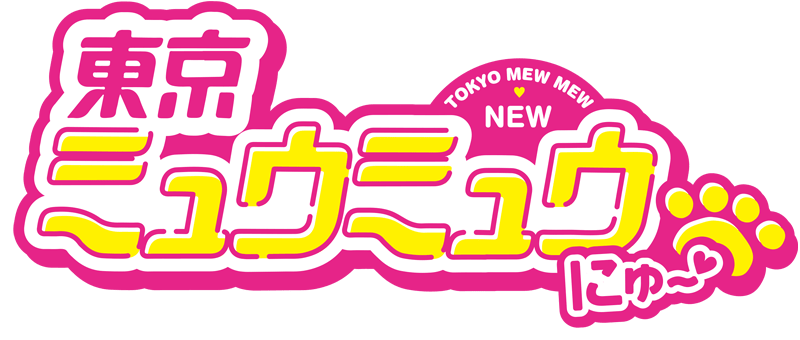
Logo originale della serie.

Nell'aprile 2020, dopo un conto alla rovescia di quaranta giorni, è stata annunciata una serie anime di due stagioni dal titolo Tokyo Mew Mew - New (東京ミュウミュウ にゅ～♡?, Tōkyō Myū Myū Nyu~♡) che è stata trasmessa dal 6 luglio 2022 al 21 giugno 2023 su TV Tokyo. L'anime narra nuovamente la storia dall'inizio, seppur con qualche differenza, ed è uscito in occasione del 20º anniversario del manga e del 65º della rivista che lo ha serializzato. Durante la trasmissione è stata pubblicata una serie super deformed chibi di miniepisodi, dal titolo Petit! - Tokyo Mew Mew New, che ricalcano ciò che succede nell'episodio corrispondente dell'anime e brevi showcase che presentano ciascun personaggio.
La serie viene pubblicata in Italia sul canale Anime Generation di Prime Video, dapprima con solo i sottotitoli in italiano dal 23 novembre 2022 al 21 giugno 2023, e in seguito doppiata in italiano dal 30 aprile 2024. La miniserie Petit è anch'essa visibile sul canale.

#### Sigle
Sigle di apertura
- Cat!! shite SuperGirls (Ｃａｔ！！して ＳｕｐｅｒＧｉｒｌｓ?), delle Smewthie (Yūki Tenma [Ichigo], Mirai Hinata [Mint], Ryōko Jūni [Lettuce], Rian Toda [Pudding], Momoka Ishii [Zakuro]) (st. 1)
- Megamorpho-se (めがもるふぉ～ぜ♡?), delle Smewthie (st. 2)

Sigle di chiusura
- Tokimeki ☆ Ichigo ichie (トキメキ☆イチゴいちえ?), delle Smewthie (st. 1)
- Can-do Dreamer, delle Smewthie (st. 2)

## Videogiochi
Della serie sono stati creati due videogiochi, uno a puzzle per Game Boy Advance e un gioco di ruolo per PlayStation. Un terzo è stato pubblicato in Corea del Sud per PC.
Il primo, Hamepane Tokyo Mew Mew (はめパネ 東京ミュウミュウ?), è stato pubblicato da Takara Tomy l'11 luglio 2002.
Il secondo, Tokyo Mew Mew: Tojo Shin Mew Mew! Minna issho ni gohōshi suru nyan (東京ミュウミュウ 登場 新ミュウミュウ！みんないっしょにご奉仕するにゃん?), è stato pubblicato il 5 dicembre 2002. Esso vede l'introduzione di una nuova Mew Mew, Apple Akai, che si aggiunge alle cinque originarie (Berry non era ancora comparsa). Il compito delle paladine è quello di difendere l'isola di Apple da Quiche, dai Chimeri e dal nuovo alieno Gâteau du Roi. Apple nel manga si unisce alla squadra nel secondo volume di Tokyo Mew Mew - À la mode, nella storia bonus Mini Mew Mew.
Il terzo, dal titolo BerryBerry Mew Mew (베리베리 뮤우뮤우?, Baeribaeri Myu-u Myu-uLR), è stato pubblicato in Corea del Sud come CD-Rom per PC con Windows 98, Windows Me, 2000, XP e 7. Le Mew Mew devono fermare gli alieni, che stanno causando problemi, e liberare degli animali in gabbia, sconfiggendo i Chimeri e trovando i cristalli.

## Trasmissioni e adattamenti nel mondo
Tokyo Mew Mew è stato trasmesso, oltre che in Giappone, anche in diversi Paesi in tutto il mondo. Ad eccezione dell'edizione italiana, coreana, taiwanese, hong-kongese e thailandese, gli adattamenti esteri fanno riferimento alla versione statunitense/canadese; poiché questa ha in totale soltanto i primi 26 episodi, per i restanti le edizioni francese, portoghese ed ebraica seguono l'originale.
| Stato               | Canale/i televisivo                              | Data prima TV                    | Titolo                                               |
| ------------------- | ------------------------------------------------ | -------------------------------- | ---------------------------------------------------- |
| Albania             | Tring, Çufo                                      | 2017 (2º doppiaggio)             | Vajzat Mjau - Mbrojtëset e Planetit, Luftëtaret Mace |
| Arabia Saudita      | Spacetoon                                        | 2006                             | طوكيو ميو ميو (Tokyo Mew Mew)                        |
| Australia           | Network Ten                                      | 2005                             | Mew Mew Power                                        |
| Brasile             | Cartoon Network, Boomerang                       |                                  | As Super Gatinhas                                    |
| Bulgaria            |                                                  |                                  | Силата Миу Миу                                       |
| Canada              | YTV                                              | 2005                             | Mew Mew Power                                        |
| Colombia            |                                                  | 7 febbraio 2005                  | Miau Miau Power                                      |
| Corea del Sud       | SBS                                              | 4 agosto 2004 – 17 febbraio 2005 | BerryBerry Mew Mew (베리베리 뮤우뮤우?)              |
| Croazia             | Jabuka TV, CTV                                   |                                  | Mjau-Mjau Družina                                    |
| Danimarca           | TV2                                              |                                  | Mew Mew Power                                        |
| Francia             | Télétoon                                         | 29 marzo 2006                    | Mew Mew Power                                        |
| Grecia              | ALTER                                            | 2005                             | Mew Mew Power                                        |
| Hong Kong           | TVB (1º doppiaggio), ATV Channel (2º doppiaggio) |                                  | Dōngjīng Miāo Miāo 東京喵喵S                         |
| Indonesia           |                                                  |                                  |                                                      |
| Israele             | Kids Channel                                     |                                  | טוקיו מיו מיו (Tokyo Mew Mew)                        |
| Messico             | Cartoon Network, Boomerang                       |                                  | Miau Miau Power                                      |
| Nuova Zelanda       |                                                  | 2005                             | Mew Mew Power                                        |
| Paesi Bassi         | Nicktoons                                        |                                  | Mew Mew Power                                        |
| Portogallo          | Canal Panda (ep. 1-26), SIC K (ep. 27-52)        |                                  | Mew Mew Power                                        |
| Regno Unito         | Pop Girl                                         |                                  | Mew Mew Power                                        |
| Serbia e Montenegro | Happy TV, MHC                                    | 2005 – 2006                      | Družina Mjau-Mjau                                    |
| Spagna              |                                                  | 2005 – 2006                      | Mew Mew Power                                        |
| Stati Uniti         | 4Kids                                            | 19 febbraio 2005 – luglio 2006   | Mew Mew Power                                        |
| Taiwan              |                                                  |                                  | Dōngjīng Māo Māo (东京貓貓S)                         |
| Thailandia          | Modern Nine TV                                   |                                  | โตเกียวเหมียวเหมียว (Tokyo Mew Mew)                     |
| Turchia             | JOJO                                             |                                  | Sihirli Kızlar                                       |
| Ungheria            | A+                                               |                                  | Vadmacska Kommandó                                   |

### Adattamento italiano
Nella versione italiana intitolata Mew Mew - Amiche vincenti l'adattamento dell'anime mantiene una fedeltà quasi completa alla versione originale. Gli unici particolari sono stati un'iniziale omissione del fatto che la vicenda è ambientata in Giappone e il cambio dei nomi dei protagonisti e degli attacchi. Le uniche eccezioni degne di nota sono i doppiaggi riservati a due protagonisti. Il Cavaliere Blu, doppiato inizialmente da Davide Garbolino, già doppiatore di Ryan e poi sostituito da Patrizio Prata, doppiatore di Mark, si scopre a ridosso degli episodi che l'eroe misterioso è in realtà quest'ultimo. Per quanto riguarda Profondo Blu, invece, fintantoché viene raffigurato come un'essenza incorporea - cioè per gran parte della serie - viene doppiato con la voce femminile di Loredana Nicosia, mentre negli ultimi episodi, quando risulta palese che sia un maschio, è stato doppiato da Alessandro Rigotti. Nell'edizione originale tutti e tre i personaggi sono doppiati sin dall'inizio dalla stessa voce, Megumi Ogata. Ciò è però dovuto piuttosto alla mancata conoscenza fin dal principio della natura di questi personaggi, a differenza della versione giapponese. Nell'edizione manga sono stati mantenuti i nomi dell'adattamento televisivo. Nell'adattamento della serie del 2022, invece, sono stati mantenuti i nomi originali dei personaggi e degli attacchi.

### Adattamento statunitense/canadese
La versione statunitense, acquistata nei primi mesi del 2004 dalla 4Kids Entertainment, venne inizialmente annunciata con il titolo di Hollywood Mew Mew, successivamente come The Mew Mews, ma dopo le proteste dei fan è stato cambiato in Mew Mew Power ed è andata in onda a partire dal febbraio 2005.
L'adattamento proposto è risultato in linea con le politiche adottate negli USA per questo tipo di prodotto, finalizzate alla destinazione a un pubblico più giovane rispetto a quello giapponese. È stato così operato, per lo più, in un processo di "americanizzazione", come ad esempio la rimozione dei riferimenti alla cultura giapponese, come gli ideogrammi, e il cambio dei nomi dei personaggi: Ichigo è Zoey Hanson, Mint diventa Corina Bucksworth, Lettuce prende il nome di Bridget Verdant, Pudding è Kikki Benjamin e Zakuro diventa Renée Roberts. È stato inoltre rimosso il fatto che il DNA delle protagoniste sia fuso con quello di un animale (nelle trasformazioni, infatti, oltre a essere state cambiate le musiche, è stata eliminata la sequenza del cambio di DNA), così come molti degli attacchi magici non hanno un nome, al contrario dell'originale. È stata cambiata anche la storia degli alieni, rimuovendo la loro discendenza da antichi abitatori della Terra. L'età delle protagoniste viene alzata di qualche anno e molte scene vengono, in parte, ridisegnate; la sigla viene sostituita da una nuova, Team Up, cantata da Bree Sharp.
Sono stati acquistati i diritti dei primi 26 episodi, ma ne sono stati trasmessi solo 23. I primi 11 episodi, inoltre, sono stati fatti apparire come flashback all'interno della serie: la trasmissione è stata fatta, quindi, iniziare dall'episodio 12, quando le Mew Mew sono già tutte riunite. In Canada, invece, sono stati trasmessi tutti i 26 episodi interi, inclusi i tre episodi non andati in onda negli Stati Uniti.

### Altri adattamenti
In Corea del Sud, la serie è arrivata come BerryBerry Mew Mew (베리베리 뮤우뮤우?, Baeribaeri Myu-u Myu-uLR) nel 2004, e i nomi dei personaggi sono stati cambiati, con qualche eccezione: Ichigo Momomiya/Mew Ichigo è diventata Hong Berry/Mew Berry (홍베리/뮤베리?, Hong Baeri/Myu BaeriLR), Mint Aizawa/Mew Mint viene chiamata Ju Mint/Mew Mint (주민트/뮤민트?, Ju Minteu/Myu MinteuLR), Lettuce Midorikawa/Mew Lettuce prende il nome di Bae Leti/Mew Leti (배레티/뮤레티?, Bae Reti/Myu RetiLR), Pudding Wong/Mew Pudding diventa Hwang Puring/Mew Puring (황푸링/뮤푸링?, Hwang Puring/Myu PuringLR), Zakuro Fujiwara/Mew Zakuro viene chiamata Ja Ruby/Mew Ruby (자루비/뮤루비?, Ja Rubi/Myu RubiLR), Ryo Shirogane cambia nome in Kang Jae-hui (강재희?, Gang Jae-huiLR) e Keiichiro Akasaka in Ryu Si-kyeong (류시경?, Ryu Si-gyeongLR). La serie si svolge a Seul, e non a Tokyo, e sono stati eliminati tutti i caratteri giapponesi, sostituiti da coreani. Sono state censurate alcune scene di bacio e viene eliminato, attraverso filtri, il sangue di Quiche nell'episodio 39. È stata tradotta e adattata sia la sigla di apertura, sia quella di chiusura. La colonna sonora rimane quella originale, ad eccezione di qualche brano di sottofondo, tradotto e cantato in coreano o sostituito da uno completamente nuovo. La serie è stata raccolta in 26 VHS, contenenti due episodi ciascuna.

## Accoglienza

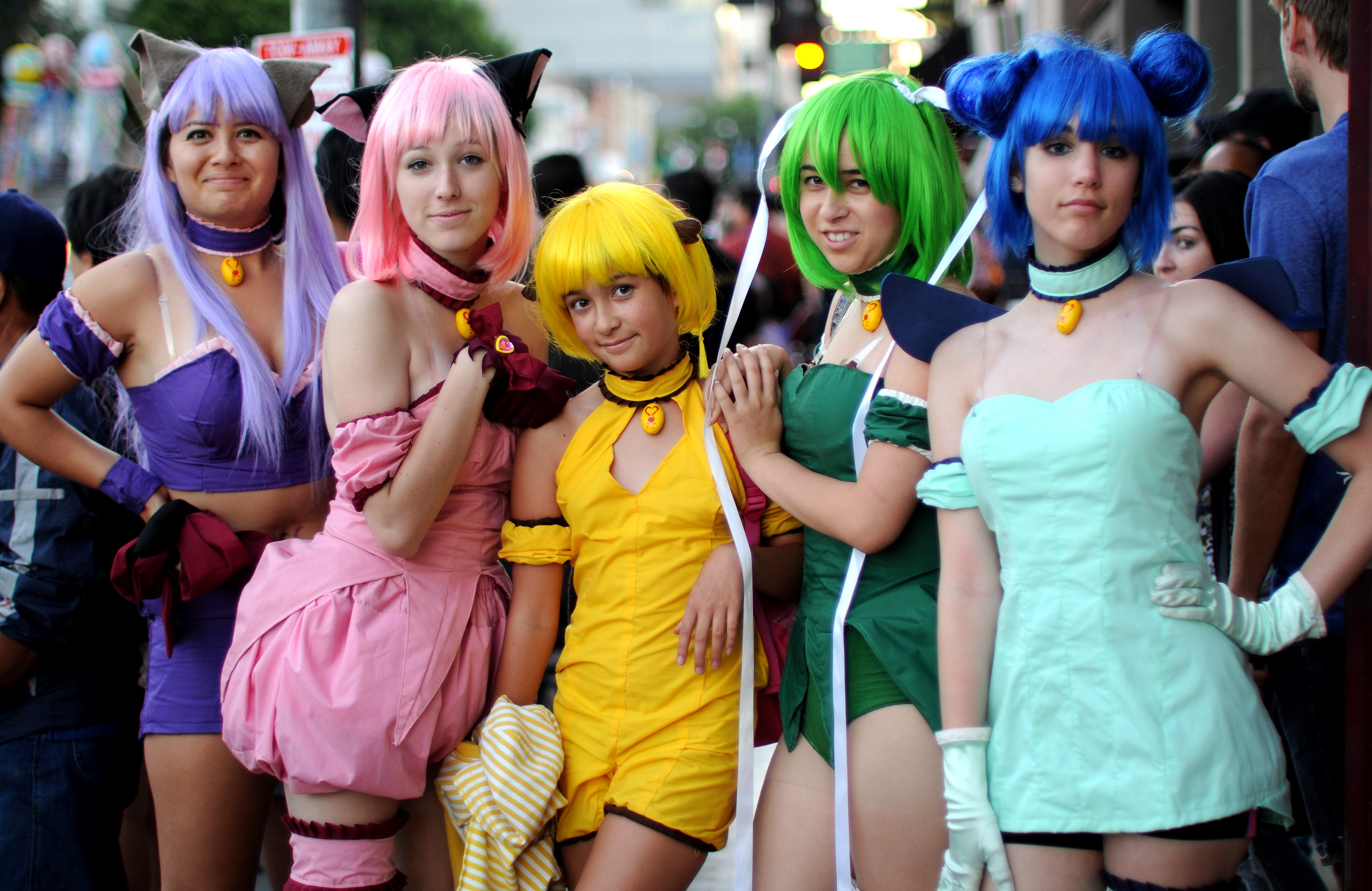
Cosplayer di Mew Pam, Mew Berry, Mew Paddy, Mew Lory e Mew Mina nel 2010

Il manga di Tokyo Mew Mew fu generalmente accolto bene dalla critica, che lo descrisse come carino e divertente, lodando i disegni di Mia Ikumi, il cui stile "scorrevole" ben si adattava alla serie. Qualche critica fu rivolta alle immagini che uscivano dai confini delle vignette e alle battute pronunciate da personaggi ignoti. Secondo Carlos Santos di Anime News Network, «i disegni di Mia Ikumi si adattano perfettamente alla storia, e non sono esili e pieni di fronzoli come in altri shōjo. Come molti altri mangaka in erba, la più grande forza di Ikumi sta negli accurati ritratti dei personaggi e nel suo uso prolifico dei toni, che crea effetti unici mentre elude la sfida degli sfondi». Al contrario, scrivendo per Manga: The Complete Guide, Shaenon Garrity criticò la serie, definendola «banale», «insipida» e «creativamente un fallimento», e scrivendo che era «chiaramente progettata dal suo editore per cavalcare lo tsunami delle ragazze magiche: le note a margine dei creatori sono piene di riferimenti a grandi firme di libri, servizi fotografici e modelle assunte per vestirsi come le poco vestite eroine preadolescenti». Osservò anche che la serie faceva un cattivo uso del tema delle specie in pericolo, pur avendo un «tema ambientale predicatorio».
Tokyo Mew Mew - À la mode ha ricevuto critiche più varie. Fu lodato per essere un manga moderno che caratterizzava la formula delle ragazze magiche, sottolineandone la forza e la debolezza. Mike Dungan, di Mania Entertainment, considerò la prima serie «abbastanza affascinante» e il seguito una buona continuazione, con «lo stesso divertimento». Altri trovarono Berry un'eroina troppo superficiale e ritennero che il sequel non offrisse niente di nuovo ai lettori. À la Mode fu anche criticato perché il Duca era vestito in modo troppo simile ai membri del Ku Klux Klan.
L'adattamento anime è stato paragonato a Sailor Moon per avere cinque eroine, ognuna con un colore e un potere, e una trama simile. Tokyo Mew Mew ha ricevuto elevate valutazioni in Giappone, con una produzione massiccia di merchandising e organizzazione di eventi per promuovere la serie.